# Ernst Ritter von Marx

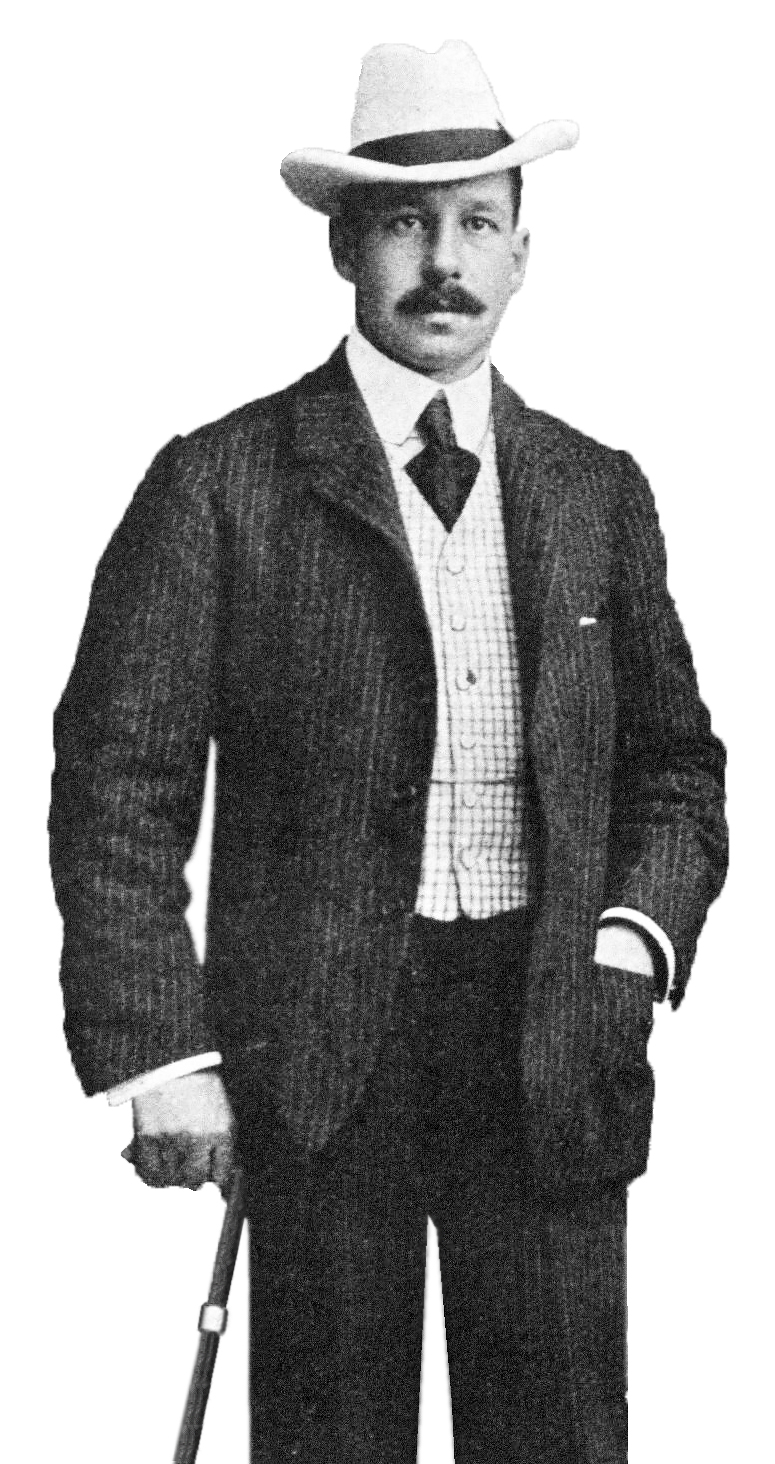
Ernst Ritter von Marx (vor 1905)

Ernst Ritter von Marx (* 12. März 1869 in Wien; † 1. Juni 1944 in Großbritannien) war Oberbürgermeister von Homburg vor der Höhe und Landrat des Obertaunuskreises. Er leistete wertvolle Arbeit als Kommunalpolitiker und Verwaltungsbeamter bei der baulichen und wirtschaftlichen Entwicklung des Kurbades Homburg und des Obertaunuskreises am Rande des Rhein-Main-Gebiets.

## Leben
Ernst Ritter von Marx wuchs in Frankfurt am Main auf. Nach dem Jurastudium und der Promotion trat er 1897 als Assessor in den preußischen Staatsdienst beim Landratsamt des Obertaunuskreises in Homburg vor der Höhe. Schon 1901 wurde er zum Bürgermeister der Kreisstadt gewählt und führte ab 1902 den Titel Oberbürgermeister.
Kaiser Wilhelm II., der sich regelmäßig mehrere Wochen im Jahr im Kurbad Bad Homburg aufhielt, berief ihn 1904 zum Landrat des Obertaunuskreises. Dieses Amt bekleidete von Marx bis zum Jahre 1921.
In der Blütezeit des damaligen Weltbades förderte er neue Verkehrslinien, den Bau öffentlicher Einrichtungen aller Art, den Fremdenverkehr und die Erschließung von Baugebieten für Wohnungen und Gewerbebetriebe. Diesen Bestrebungen diente u. a. der Bau einer Brücke über die Homburger Altstadt, die man später den ersten „Fly-over“ Deutschlands genannt hat.
Dagegen gelang es ihm nicht, eine Taunusrandbahn von Bad Homburg in den Westen des Obertaunuskreises und nach Wiesbaden zu verwirklichen. Die Einschienenbahn am Taunusrand kam nicht zustande. Nach der Machtübergabe an die Nationalsozialisten und der einsetzenden Judenverfolgung musste er 1935 nach Großbritannien emigrieren, wo er 1944 verstarb.

## Ehrungen
In Bad Homburg ist die „Ritter-von-Marx-Brücke“ nach ihm benannt.
Am 10. Juni 1908 erfolgte die Verleihung des Ehrenkreuzes des hessischen Verdienstordens Philipps des Großmütigen.

## Familie
Ernst Ritter von Marx war der Sohn von Ludwig Friedrich Heinrich (seit 1867 Ritter von) Marx (1825–1893) und Mathilde Auguste von Haber von Linsberg (1844–1939). Der aus Bonn stammende Vater war Bankier, erst in Wien und später in Frankfurt am Main. Die Eltern von Ernst Ritter von Marx waren mit seiner Taufe zum evangelischen Glauben konvertiert. Verheiratet war von Marx mit Nelly Lucie Goldschmidt (1874–1957), die der deutsch-jüdischen Bankiersfamilie Goldschmidt entstammte. Er hatte mit seiner Frau vier Kinder.